# William Perez
William D. Perez (* 10. September 1947 in Akron, Ohio, USA) war vom 28. Dezember 2004 bis Januar 2006 Chief Executive Officer von Nike. Zugleich ist er auch Mitglied des Vorstandes bei Kellogg.
1969 erhielt er seinen Bachelor of Arts von der Cornell University und schloss 1970 die American Graduate School of International Management ab und fing bei der S. C. Johnson & Son, Inc. in Racine in Wisconsin an. Von 1997 bis 2004 war er dort CEO und Präsident. 
1999 wurde er Mitglied des Vorstandes der Kellogg Company, wo er Mitglied des Audit-Komitees und des Marketing-Komitees ist.
Er wurde im Dezember 2004 Nachfolger von Phil Knight bei Nike. Im Januar 2006 trat er zurück und wurde von Mark Parker gefolgt.
Seit Oktober 2006 ist er Chief Executive Officer der Wm. Wrigley Jr. Company.